# Synagoga w Strážnice
Synagoga w Strážnicy (cz. Synagoga ve Strážnici) – synagoga znajdująca się w mieście Strážnice, w Czechach, przy ulicy Sadovéj.
Synagoga została zbudowana na początku XIX wieku. Po 1869 roku przeszła poważną przebudowę, podczas której nadano jej cechy stylu neoromańskiego. Nabożeństwa odbywały się do II wojny światowej, podczas której zostało zniszczone wyposażenie synagogi i zburzona przybudówka, która mieściła babiniec. 
Po zakończeniu wojny synagoga wykorzystywana była jako magazyn. Obecnie jest remontowana. Synagoga jest z trzech stron otoczona przez cmentarz co jest bardzo rzadkie w Czechach. Podobnie jest położona jedynie Synagoga Klausowa w Pradze.